# Cyanophrys bertha
Cyanophrys bertha là một loài bướm ngày thuộc họ Lycaenidae. Nó là loài đặc hữu của Brazil.